# カルトージオ
カルトージオ（伊: Cartosio）は、イタリア共和国ピエモンテ州アレッサンドリア県にある、人口約800人の基礎自治体（コムーネ）。

## 地理

### 位置・広がり
| 隣接するコムーネは以下の通り。 - カステッレット・デッロ - カヴァトーレ - マルヴィチーノ - メラッツォ - モンテキアーロ・ダックイ - パレート - ポンツォーネ |

### 地震分類
イタリアの地震リスク階級 (it) では、3 に分類される
。

## 行政

### 分離集落
カルトージオには、以下の分離集落（フラツィオーネ）がある。
Rivere, Saquana